# Ceramhoningvogel
De Ceramhoningvogel (Dicaeum vulneratum) is een zangvogel uit de familie
Dicaeidae (bastaardhoningvogels).

## Verspreiding en leefgebied
Deze soort is endemisch op de Molukken, met name op Boano, Ceram, Ambon, Saparua, Gorom en Ceram Laut.